# 蹴り技
蹴り技（けりわざ）は、格闘技、武道、武術において脚で行う攻撃の総称である。キック、蹴り、足技、蹴撃技とも呼ばれている。

## 概要
基本的には立った状態から片方の足を相手めがけて勢いよく動かしもう片方の足は地面に着いたままの状態だが、跳躍して足を当てる蹴り方（飛び蹴り）、両足を揃えて相手に当てる蹴り方（ドロップキック）、寝た状態で足を払う蹴り方（掃腿）などといった変則的な方法もある。金的蹴りなどの急所を狙うものもある。
足は手よりもリーチがあり、常に体重を支えていることから腕の数倍の力があるため、手技よりも蹴り技の方が威力が大きい。その反面、手ほど自由に動かせないので精度に欠ける、立ち位置から蹴り技を放つ際には軸足のみで片足立ちの状態になるためバランスを崩しやすいという欠点が蹴り技にはある。
蹴り技を主体にした武術、格闘技にはテコンドー、ムエタイ、カポエイラ、低い位置での足技を多く使う『擢脚』、中国武術の八卦掌などがある。空手、中国拳法においても蹴り技は重要な攻撃方法である。一方、ボクシングのように競技上で蹴り技の使用が原則として認められていない格闘技もある。

## 種類
前蹴り、突き蹴り、押し蹴り
相手に正対して前方に真っ直ぐに蹴る。上段、中段、下段とある。空手、ムエタイ、キックボクシングで相手との距離をとる目的などに用いられている。
後ろ蹴り、逆蹴り、後ろ当て
相手の正面に立って右足を軸にして体を右方向へと回転させて相手に背中を向けた状態になったところで、軸足を左足に切り替えて体を右方向へと更に軽く捻りながら右足を振り上げて右足の裏で相手の腹部、胸板を蹴りる。上段、中段、下段とある。威力はあるが相手に後ろを見せるというリスクの高い技でもあるため、武術性を重んじる流派では使用を推奨しないこともある。
横蹴り、踏み蹴り、唐竹蹴り、側蹴り
相手に対して自分が横向きの姿勢から蹴る。上段、中段、下段とある。リーチ差のある相手にも有効な攻撃である。
回し蹴り、薙ぎ蹴り
膝を抱えながら腰を回すようにして脚を横から回して上足底、足の甲または脛などで相手の腹部、脚、腕、頭部を蹴る。上段、中段、下段とある（回し蹴りは一般にハイキック、ミドルキック、ローキックと言われている）。
後ろ回し蹴り
相手の正面に立って右足を軸にして体を右方向へと回転させて相手に背中を向けた状態になったところで軸足を左足に切り替えて体を右方向へと更に軽く捻りながら右足を振り上げて右脚の裏（主に踵）で相手の顔を蹴り飛ばす（左足が軸の場合は逆の体勢となる）。
跳び蹴り
跳びあがってから相手を蹴る。絶妙なバランス感覚が必要とされる。
ひねり蹴り
真後ろの相手に対して蹴る。柔軟性が必要とされる。
かかと落とし
瞬時に自分の片足を相手の頭上より高く上げ脳天もしくは肩に打ち下ろす。柔軟性、技術が必要とされる。 空手家が得意とする場合が多くアンディ・フグが得意としていた。テコンドーにも空手から伝わったネリチャギの名称で良く知られている（韓国語の発音は「ネリョチャギ」に近い）踵落としが存在している。
二段蹴り
最初の前蹴りはフェイントで、その蹴り足を下ろした勢いで飛び上がり、反対の足で前蹴りをする。
突き返し蹴り
ハイキックから、さらに膝が下を向いた状態になるまで股関節を内旋させて蹴り足を振り下ろす。普通のハイキックと異なり、円を描くような軌道で相手の頭上から足が落ちてくる。股関節の柔軟性が要求される難度の高い技。この技を開発した極真会館ブラジル支部の選手が得意としたことからブラジリアン・キックとも呼ばれている。
サソリ蹴り
松久功が創始者とされている。相手と密着した状態などで背中から足を回して蹴る。
三日月蹴り
左足を上げて相手の右脇腹にある肝臓に親指の付け根の中足を当てる。
内回し蹴り
足刀で蹴りを出す際に相手の顔面を力いっぱい蹴るのではなく、相手の頬を「はたく」ような意識で蹴る。
外回し蹴り
低足で蹴りを出す際に相手の顔面を力いっぱい蹴るのではなく、相手の頬を「はたく」ような意識で蹴る。
掛け蹴り、逆回し蹴り、裏回し蹴り
蹴り足の踵を狙うポイントに対して45度ほど外に出して外からに内に向けて半円を描きながら膝のスナップを利かして蹴る。柔軟性を必要とするため、身体の硬い者には適していない。伝統派空手、北米で伝統派空手をルーツに持つキックボクシングで用いられている。
払い蹴り
掃腿から素早くしゃがんで相手の足を払うように蹴る。
浴びせ蹴り
身体を縦回転または横回転して踵を相手の顔面に当てる。元は1977年4月にハワイで開催された「日本代表極真会館チーム対ハワイ代表チーム」というフルコンタクト空手の対抗戦に出場した千葉真一が対戦相手である「前アメリカ東海岸空手チャンピオンのグレッグ・カーフマン」という180センチメートル以上ある黒人に前方宙返りして踵で蹴りを入れたことが由来。翌年の第10回オープントーナメント全日本空手道選手権大会では二宮城光が柔道の前回り受け身を参考にアレンジして継承して横回転の胴回し回転蹴りをした。その後、緑健児、塚本徳臣らに受け継がれたが緑は横回転、塚本は縦回転で駆使した。
膝蹴り、刺し蹴り
膝頭または膝頭の内側で前方の相手をまっすぐ、もしくは回して蹴る。直撃であればダメージが大きい。総合格闘技ではグラウンドでも用いられている。
摺り蹴り
骨法の技。相手に接近しつつ素早く身を屈めて膝を蹴る。武器を持った敵との対処法として編み出された技。
刈り蹴り
骨法の技。踵の部分で相手の足を蹴る。
関節蹴り
前蹴りまたは横蹴りで立っている相手の膝関節を正面から踏みつける。的確に決まると相手の膝関節に大きな損傷を負わせることができる。危険であるため、ほとんどの競技で禁止されているが護身術としては有効な手段といえる。グレイシー一族が牽制に用いたり、ジョン・ジョーンズが多用するなど総合格闘技で用いられている。
踏み蹴り、踏みつけ
英語圏ではストンピングと呼ばれている。倒れている相手の顔面や鳩尾、手足の関節といった急所を踏みつける。双方が立っている場合は相手の足の甲を狙うのが有効とされているが足を踏みつける行為を認めている競技はほとんど無いが、総合格闘技では組み合った状態などでしばしば用いられる。なお、空手にも倒れた相手への追撃として下段足刀、下段踵蹴りなどが存在する。総合格闘技ではシュートボクセアカデミー出身選手が得意としており、マウリシオ・ショーグンは「踏みつけ大将軍」の異名を取り、倒れた相手の顔面への踏み蹴りを得意としていた。
ダブルリストロック・ストンピング
仰向け状態の相手の両腕を掴んだ状態で相手の腕を引くと同時に顔面、胸元を連続で踏みつける。
旋風脚
英語圏ではトルネード・キックと呼ばれている。全身で回転力を加えながら片足で飛び上がって蹴る。
スクリュー・キック
四つん這い状態の相手に対してサイドから大きく腕を振り回しながら後ろ向きでジャンプして、錐揉み回転を加えて遠心力で勢いを増した右足を相手の後頭部、背中へと振り下ろす。
サッカーボール・キック
グラウンド状態や座っている相手に対してサッカーボールを蹴るが如く足の甲でキックを放つ。プロレスでは顔面、胸、背中、総合格闘技では頭部を狙うことが多い。一部の総合格闘技を除き禁止されている場合が多い。
フロント・ハイキック
片足を大きく上げて相手に正対して前方に真っ直ぐに相手の顔面を蹴る。
スライディング・キック
四つんばいになっている相手をスライディングのような形で低空から真っ直ぐに相手の顔を蹴る。
ナイマン蹴り
ハンス・ナイマンが得意としていた伝統派空手由来の上段回し蹴り。中段を一度蹴って膝から下の足が上に伸びて上段を蹴る。
センチャイ・キック
ナックモエのセンチャイ・PKセンチャイムエタイジムが使う技。リングに手をついてハイキックを繰り出す。
ショータイム・キック
アンソニー・ペティスのオリジナル技。1度飛び上がって金網を蹴り、その反動を利用して相手の顔面にハイキックを繰り出す。
ハーレムサイド・キック
ブッカーTのオリジナル技。ジャンプして足の外側を相手の顔面に叩き込む。
シザース・キック
ブッカーTのオリジナル技。前屈状態の相手に走りこんでジャンプしながら踵落としを決める。
コークスクリュー・シザース・キック
ロン・キリングスのオリジナル技。相手の後頭部を空中で両足で挟み、横360度回転して落とす。
バズソー・キック
TAJIRIのオリジナル技。仰向けになった相手の上半身を起こして相手の左側頭部を振り抜いた右足の甲で蹴り飛ばす。その威力からWWEで実況を務めているジム・ロスからジャパニーズ・バズソー（日本製丸ノコ）のニックネームを頂戴している（ECW時代から親しまれている渾名で実際に、この名前を付けたのはECWの実況者であるジョーイ・スタイルズ）。
トラース・キック
ザ・グレート・カブキのオリジナル技。相手に対して背後を向いた状態もしくは横向きの状態から片足を後方に真っ直ぐ高く伸ばして相手の顎や頭部、ないし喉や胸元を自らの踵や足裏で蹴り上げる、もしくは側方から蹴り払う。
水面蹴り
橋本真也のオリジナル技。身体を沈み込ませ地を這うように回転しながら相手に脚払いをかける。相手が技を仕掛けてきたのをかわしてカウンターで見舞うことも多く、この技で形勢を逆転してきた。中国での修行で会得したと橋本は語っている。この時の様子は闘魂三銃士自叙伝集「烈闘生」に記述がある。
延髄斬り
アントニオ猪木のオリジナル技。立っている対戦相手の横や斜め後ろに立ち、その場でジャンプして相手の後頭部めがけて自らの片足を伸ばしながら回して蹴る。
アリキック
アントニオ猪木のオリジナル技。立っている相手にスライディングから低空でローキックを繰り出す。猪木が異種格闘技によるアントニオ猪木対モハメド・アリの打開策としてモハメド・アリに打撃を加えるのに使った蹴り技。
ガービン・ストンプ
ロニー・ガービンのオリジナル技。相手の右腕、胸部、左腕、左足、右足と順番に力強く踏みつける連続式ストンピング。最後はニー・ドロップで相手の顔面、頭等を目掛けて決めて攻めるコンボ技。ヒールターン中では特にしつこく行うのが特徴。肉体的ダメージだけでなく精神的ダメージも与えるシグネチャー・ムーブ。
サマーソルト・キック
タイガーマスク（初代）のオリジナル技。コーナーにもたれている相手の胸部付近を蹴って後方に宙返りする。見せ技としての要素が強く相手にダメージを与える技ではない。宙返りしつつ蹴り飛ばすという動きは対戦型格闘ゲーム『ストリートファイターII』シリーズに登場するガイルによるものが大きい。
顔面ウォッシュ
金本浩二と大谷晋二郎の得意技。相手をコーナーに、もたれかかるようにダウンさせて靴の側面で相手の顔を、こすって最後に助走して強烈なブーツを相手顔に極める挑発技。
ドロップキック
立っている相手に、その場で飛び上がって両足の裏で相手の胸板を蹴る。
ミサイルキック
コーナートップ最上段からジャンプして立っている相手を両足の裏で蹴る。
619
レイ・ミステリオの得意技。セカンドロープに外向きで、もたれた相手に助走してトップロープとセカンドロープを掴み、回転して反転後に相手の顔面を両足で蹴る。元祖はMIKAMIのロープ近くに長座した相手に助走してトップロープとセカンドロープを掴み、回転して反転後に相手の顔面を両足で蹴るミッキー・ブーメランである。
金的蹴り（玉攻め）
相手の金的に向かって前蹴りや膝蹴りを当てる。男性相手なら決まれば悶絶する程のダメージを与えられるがほとんどの競技でローブローなどとして禁止されている。場合によってはショック死も十分ありうる危険な攻撃である。ムエタイ、キックボクシング、総合格闘技で起こる金的蹴りは大抵は偶発性のものである（もちろん故意のものもある）。一部の空手や拳法などでは合法であったり、形として残っている。金的攻撃の有無にかかわらず、ほとんどの打撃系格闘技では金的蹴りから守るためのファールカップの着用が義務付けられている。
その他
カポエイラなどには側転を蹴りにする技や片手を地面に突き体を支えて両足を跳ね上げて顎を蹴るなどトリッキーな蹴り技がある。